# Uvarovium femorale
Uvarovium femorale är en insektsart som beskrevs av Leo L. Mishchenko 1945. Uvarovium femorale ingår i släktet Uvarovium och familjen gräshoppor. Inga underarter finns listade i Catalogue of Life.